# Shauía

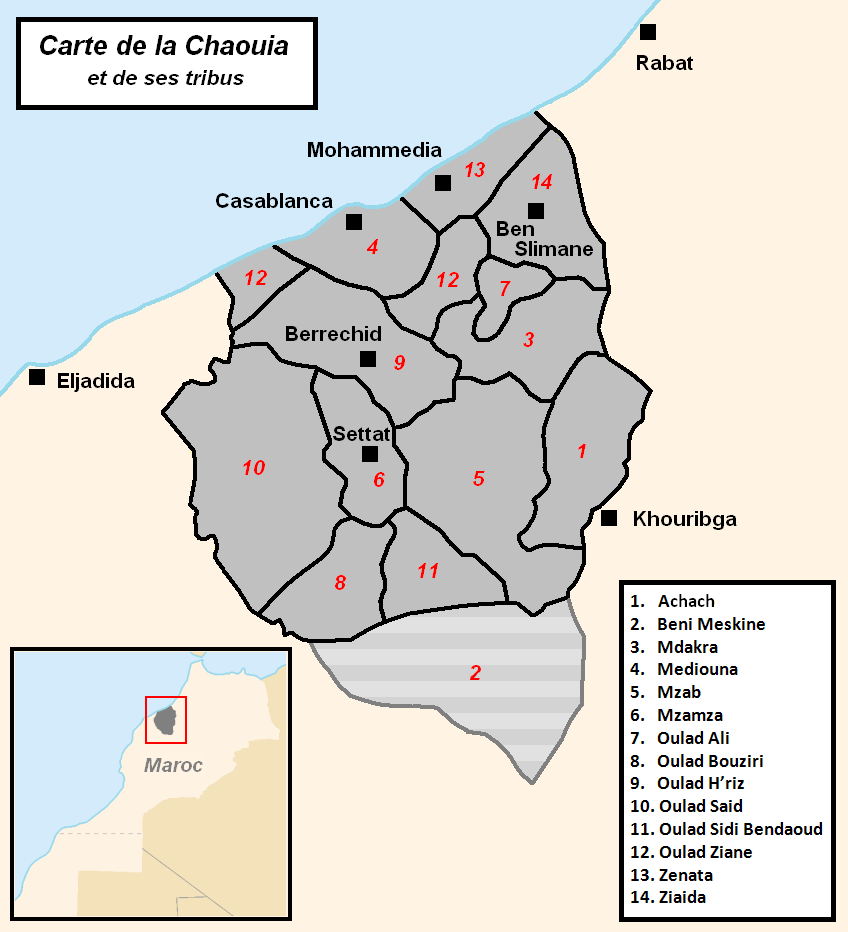
Mapa de Shauía y sus tribus

La Shauía (en árabe: الشاوية‎, Ash-Shāūiyyah en francés, Chaouia) es una región histórica y cultural de Marruecos.  Está delimitada por el río Oum Er-Rbia al suroeste, el río Cherrate al noreste, la llanura de Tadla al sureste y el océano Atlántico al noroeste. Abarca una superficie de casi 14.000 km².
Geográficamente la Shauía puede ser dividida en dos subregiones: la alta y la baja. La baja Shauía es la zona más cercana a la costa mientras que la alta Shauía corresponde con el interior. Los suelos varían en fertilidad: los tirs oscuros son apreciados por sus altos rendimientos y se encuentran coinciden con las tierras de los Mdhakra, los Ouled H'riz y los Oulad Said. También hay suelos de terra rosa.
A lo largo de la historia de Marruecos, la Shauía fue famosa por cultivar trigo y cebada, que se exportaban en abundancia a Casablanca, Mohammedia o Azemmour. Ello le valió el sobrenombre de «el granero de Marruecos». La oveja Shauía fue apreciada por su lana y se exportó a Marsella, donde se la conocía como wardigha en referencia a una de las tribus del interior.
Hoy en día, Shauía es parte de la región administrativa de Casablanca-Settat.

## Etimología
«Shauía» significa «tierra de Shauis», una palabra bereber que significa «pastores de ovejas».

El término plural Chaoui significa «poseedores de rebaños de ovejas». Originalmente, probablemente se usó para referirse a los bereberes nómadas y siempre que se haya tenido en cuenta su etimología, como parece haber hecho Ibn Jaldún, el nombre de Chaouia no parece haberse dado indiscriminadamente a todas las tribus de Tamsna, pero solo a aquellas estepas puramente pastorales del interior a las que se aplicaba mejor que a la población ya parcialmente agrícola de la llanura costera. Posteriormente, este calificador se convirtió en un verdadero nombre étnico y su significado original cayó en el olvido.
F. Weisberger (1935)

## Historia
La Shauía era parte del territorio de Barghawata hasta que se unificó a Marruecos por los almorávides.
Después de la derrota de los Barghawata en el siglo XII, las tribus árabes de ascendencia Hilal y Sulaym se asentaron en la región, mezclándose y arabizando a los bereberes locales. En los siglos XIII y XIV, los mariníes trasladaron a algunos bereberes zenatas del este de Marruecos a Shauía.
A principios del siglo XX, Shauía experimentó una fuerte rebelión. En 1907, los franceses ingresaron a la región antes de extender su control sobre todo Marruecos.
Durante el protectorado francés, la Shauía formó parte de la «subdivisión autónoma de Casablanca». Luego se dividió en tres controles civiles: Chaouia-Nord (Casablanca), Chaouia-Centre (Berrechid) y Chaouia-Sud (Settat).

## Composición tribal
La confederación tribal de Shauía consiste tradicionalmente en 14 tribus de habla árabe:
- Achach, de origen árabe sulaym.: 157–190
- Beni Meskine, de origen árabe, anteriormente habiendo sido parte de la confederación de tribus de Tadla, pero se unieron a la confederación de Shauía en el siglo XIX.
- Mdakra, parcialmente de origen árabe (las subtribus Ahlaf y Sabbah), y ñparcialmente de origen bereber Houara origen (la subtribu Mellila), habiéndose fusionado con un grupo de Barghawata.[8]: 117–156
- Mediouna, de Hilali árabe origen.: 15–23
- Mzab, principalmente de árabes Hilalis origen.: 157–190
- Mzamza, principalmente de árabe origen, con un significativo Jochem árabe rico.: 243–320
- Oulad Ali, de origen árabe Maqil.: 117–156
- Oulad Bouziri, de origen Sanhaja bereber.: 243–320
- Oulad Hriz, en parte de origen árabe, y en parte también de origen bereber debido a las subtribus. También absorbió un grupo original de Barghawata.: 71–116
- Oulad Saïd, de origen Zughba árabe, establecidos en la región durante la era benimerí.: 191–242
- Oulad Sidi Bendaoud, principalmente de origen Sanhaja bereber.: 243–320
- Oulad Ziane, de origen Zughba árabe.: 24–29
- Zenata, de origen Zenata bereber.: 30–44
- .: 45–70